# Dmytro Kowalenko
Dmytro „Dima“ Kowalenko (ukrainisch Дмитро Коваленко; * 28. August 1977 in Kiew) ist ein ehemaliger ukrainischer Fußballspieler.

## Karriere
Kowalenko emigrierte 1992 in die Vereinigten Staaten und spielte zwischen 1996 und 1998 für das Collegeteam der Universität von Indiana. Mit den Indiana Hoosiers wurde er 1998 nationaler Fußball-Collegemeister und in das All-Star-Team gewählt.
Kowalenko wurde 1999 ursprünglich Dallas Burn zugeteilt, seinem Wunsch für Chicago Fire spielen zu dürfen wurde jedoch zugestimmt, Chicago trat dafür Rechte beim nächsten Draft ab. In seiner ersten Profisaison kam Kowalenko nur selten zum Einsatz, machte allerdings mit einem brutalen Foul an Brandon Pollard, Verteidiger von Dallas Burn, Schlagzeilen. Pollard brach sich dabei das Bein und musste ein Jahr nach der Verletzung seine Karriere beenden.
2000 konnte sich Kowalenko auf der Stürmerposition deutlich steigern. Er erzielte zehn Tore in 31 Partien und gewann mit Chicago den U.S. Open Cup. 2001 wurde er in das offensive Mittelfeld zurückgezogen, blieb aber dennoch ein Leistungsträger seiner Mannschaft und brachte es in 25 Partien auf acht Tore und sieben Torvorlagen. In der folgenden Saison konnte Kowalenko an seine guten Leistungen aus der Vorsaison nicht ganz anknüpfen, ihm gelang nur ein Tor (acht Vorlagen) in 23 Partien.
Der abstiegsgefährdete deutsche Erstligist FC St. Pauli meldete sich in der Winterpause der Saison 2001/02 und lieh Kowalenko für eine Gebühr von 30.000 Euro für die Rückrunde aus, mit einer zusätzlichen Kaufoption über 600.000 Euro. Kowalenko, der die rechte Mittelfeldseite verstärken sollte, konnte die in ihn gesetzten Erwartungen nicht erfüllen und kam nur zu fünf Einsätzen, darunter die Partie gegen den amtierenden Weltpokalsieger Bayern München am 6. Februar 2002, die St. Pauli überraschend mit 2:1 gewann.
Im März 2002, nur zwei Monate nach seinem Wechsel zu St. Pauli, wurde ihm mitgeteilt, dass die Kaufoption nicht wahrgenommen wird und er mit sofortiger Wirkung in die MLS zurückkehren könne. Nach seiner Rückkehr blieb er noch einige Monate bei Chicago. 2003 wurde er gegen Justin Mapp mit D.C. United getauscht, hauptsächlich um die Gehaltsobergrenze nicht zu überschreiten. Drei Jahre spielte Kowalenko für den Verein aus Washington und war dabei Stammspieler. Erneut für negative Schlagzeilen sorgte er 2003, als er mit Ronnie O’Brien erneut einem Spieler von Dalls Burn in einem harten Tackling das Schienbein brach und für dessen Saisonaus sorgte. 2004 gewann er mit D.C. den MLS Cup und damit seinen ersten Meistertitel in der MLS. Kowalenko sah im Finale gegen Kansas City in der 57. Minute die rote Karte nach einem Handspiel im Strafraum, der fällige Strafstoß wurde zum 2:3 verwandelt, was aber gleichzeitig den Endstand bedeutete.
Im Januar 2006 kehrte er in die Ukraine zurück, da er mit D.C. United keine Einigung über sein zukünftiges Gehalt erzielen konnte. Bei Metalurh Saporischschja kam Kowalenko jedoch nur auf zwei Einsätze, so dass er bereits nach einem halben Jahr in die Vereinigten Staaten zurückkehrte und bei den New York Red Bulls einen neuen Vertrag unterschrieb. 2008 wurde er zu Real Salt Lake transferiert.
Ab dem 14. Januar 2009 spielte er für Los Angeles Galaxy und erreichte in den folgenden beiden Saisons, wie schon in allen seinen zehn vorangegangenen MLS-Spielzeiten, die Play-offs. Nachdem er seitens Galaxy nicht über das Saisonende 2010 hinaus verpflichtet wurde, beendete er seine Profilaufbahn.